# Чжан Шуай
Чжан Шуай (кит. упр. 张帅, пиньинь Zhāng Shuài; род. 21 января 1989, Тяньцзинь, КНР) — китайская теннисистка. Победительница двух турниров Большого шлема в парном разряде (Открытый чемпионат Австралии-2019, Открытый чемпионат США-2021); финалистка двух турнира Большого шлема в парном разряде (Уимблдон-2022, Открытый чемпионат США-2024); победительница 17 турниров WTA (из них три в одиночном разряде); бывшая вторая ракетка мира в парном разряде.

## Общая информация
Родители Шуай в недалёком прошлом профессиональные спортсмены: отец — Чжан Чжицян — футболист; мать — Ван Фэньцюнь — баскетболистка. Ныне оба работают в транспортной компании.
В теннис пришла в пять лет вместе с родителями. С 12 работает в теннисной программе национальной спортивной ассоциации. Любимое покрытие — хард.

## Спортивная карьера

### Начало карьеры
Первое появление Чжан на взрослых соревнованиях пришлось на 2003 год. В 2006 году она выиграла первые титулы на турнирах цикла ITF. В сентябре того же года она получила уайлд-кард на турнир в Гуанчжоу и, таким образом, дебютировала в WTA-туре. В апреле 2007 года Чжан сыграла первый матч за сборную Китая в четвертьфинале Кубка Федерации против Италии. В июне она выиграла 50-тысячник ITF в Гуанчжоу. К началу 2008 году на счету китаянки было 9 выигранных турниров цикла ITF в одиночном разряде и три в парах.
В 2008 году с пятой попытки Чжан смогла преодолеть квалификацию на турнир серии Большого шлема. Она выступила на Открытом чемпионате США, в первом раунде которого проиграла Светлане Кузнецовой. В октябре 2009 года она обратила на себя внимание теннисных специалистов на Премьер-турнире в Пекине, когда будучи 226-й ракеткой мира дошла до 3-го раунда, по ходу переиграв тогдашнюю первую ракетку мира Динару Сафину.
В мае 2010 года Чжан вышла в финал 50-тысячника ITF в Сен-Годенсе, а затем смогла пройти квалификацию на Открытый чемпионат Франции. После вылета в первом раунде на Ролан Гаррос она отправилась на 50-тысячник в Мариборе и смогла его выиграть. В августе на 75-тысячнике ITF в Пекине Чжан смогла выйти в финал в одиночном разряде и выиграть главный приз в парном (совместно с Сунь Шэннань). После этого выступления китайская теннисистка впервые поднялась в топ-100 одиночного рейтинга WTA. В сентябре ей удалось пройти в полуфинал турнира основного тура в Гуанчжоу.
В начале июня 2011 года Чжан в команде с Кимико Датэ-Крумм выиграла парный приз 75-тысячника в Ноттингеме на траве. После этого уже в одиночном разряде ей удалось выйти в четвертьфинал турнира в Копенгагене. В октябре Датэ-Крумм и Чжан смогли выиграть парный титул турнира в Осаке. Титул стал первым в карьере китаянки в WTA-туре.

### 2012—2015

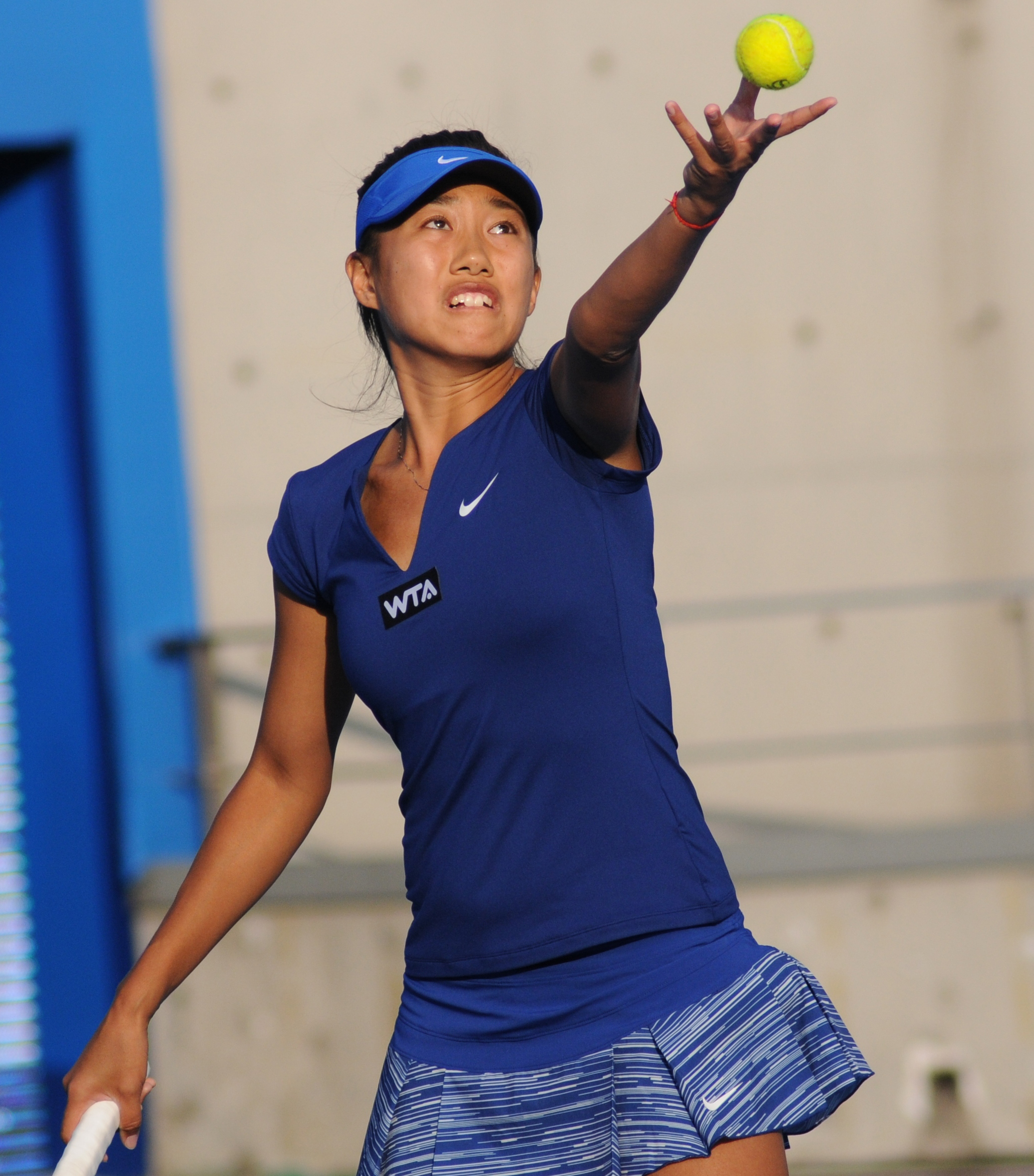
Чжан на турнире в Пекине 2014 года

В феврале 2012 года Датэ-Крумм и Чжан вышли в парный финал турнира в Монтеррее. В начале мая Чжан уже в партнёрстве с Чжуан Цзяжун смогла выиграть парный титул турнира в Оэйраше. В августе Чжан сыграла на Олимпийских играх, в Лондоне в женских парах, однако в дуэте с Ли На проиграла во втором раунде. На Открытом чемпионате США в команде с Чжуан Цзяжун она смогла пройти в четвертьфинал парных соревнований. В одиночном разряде Чжан напомнила о себе на 100-тысячнике ITF Нинбо, (Китай), сумев здесь дойти до финала. Через неделю она вновь добилась успеха в парном разряде, выиграв совместно с Тамарин Танасугарн титул в Гуанчжоу.
В апреле 2013 года Чжан сыграла в финале 50-тысячника ITF в Дотан, (США). В июле она победила на 75-тысячнике у себя на родине. В сентябре на турнире WTA в Гуанчжоу она смогла выиграть свой первый одиночный титул в Туре. В финале Шуай обыграла американку Ваню Кинг со счётом 7-6(1), 6-1. Благодаря этой победе китаянка переместилась в одиночном рейтинге со 112-й на 74-ю строчку. После триумфа в Гуанчжоу она сыграла на турнире младшей серии WTA 125 в Нинбо и смогла дойти до финала. В конце сезона Чжан Шуай смогла выиграть титул серии WTA 125 на турнире в Нанкине и переместилась в рейтинге на 51-е место. В парном разряде в 2013 году она достигла двух финалов WTA: в Куала-Лумпуре в марте с Жанеттой Гусаровой и в Осаке в октябре в паре с Самантой Стосур. В сентябре на турнире младшей серии WTA 125 в Нинбо она взяла парный титул в дуэте с Чжань Юнжань.
На старте сезона 2014 года Чжан Шуай отметилась выходом в парный финал турнира в Хобарте совместно с Лизой Реймонд. В самом начале феврале она в команде с Пэн Шуай взяла парный титул турнира в Паттайе. На турнире в Акапулько (Мексика) Чжан сумела выйти в полуфинал одиночных соревнований. Такого же результата она достигла в апреле на турнире в Куала-Лумпуре. Хорошую игру китайская спортсменка показала в мае на турнире серии Премьер 5 в Риме. Во втором раунде она нанесла поражение № 6 в мире на тот момент Петре Квитовой, а затем, обыграв Кристину Макхейл, Чжан вышла в четвертьфинал, в котором не смогла обыграть
Серену Уильямс. В июне 2014 года на траве в Бирмингеме Чжан Шуай прошла в полуфинал.
Следующий сезон 2015 года прошёл без заметных результатов. Лишь в самом конце сезона она смогла выиграть титул на 100-тысячнике ITF в Токио.

### 2016—2018

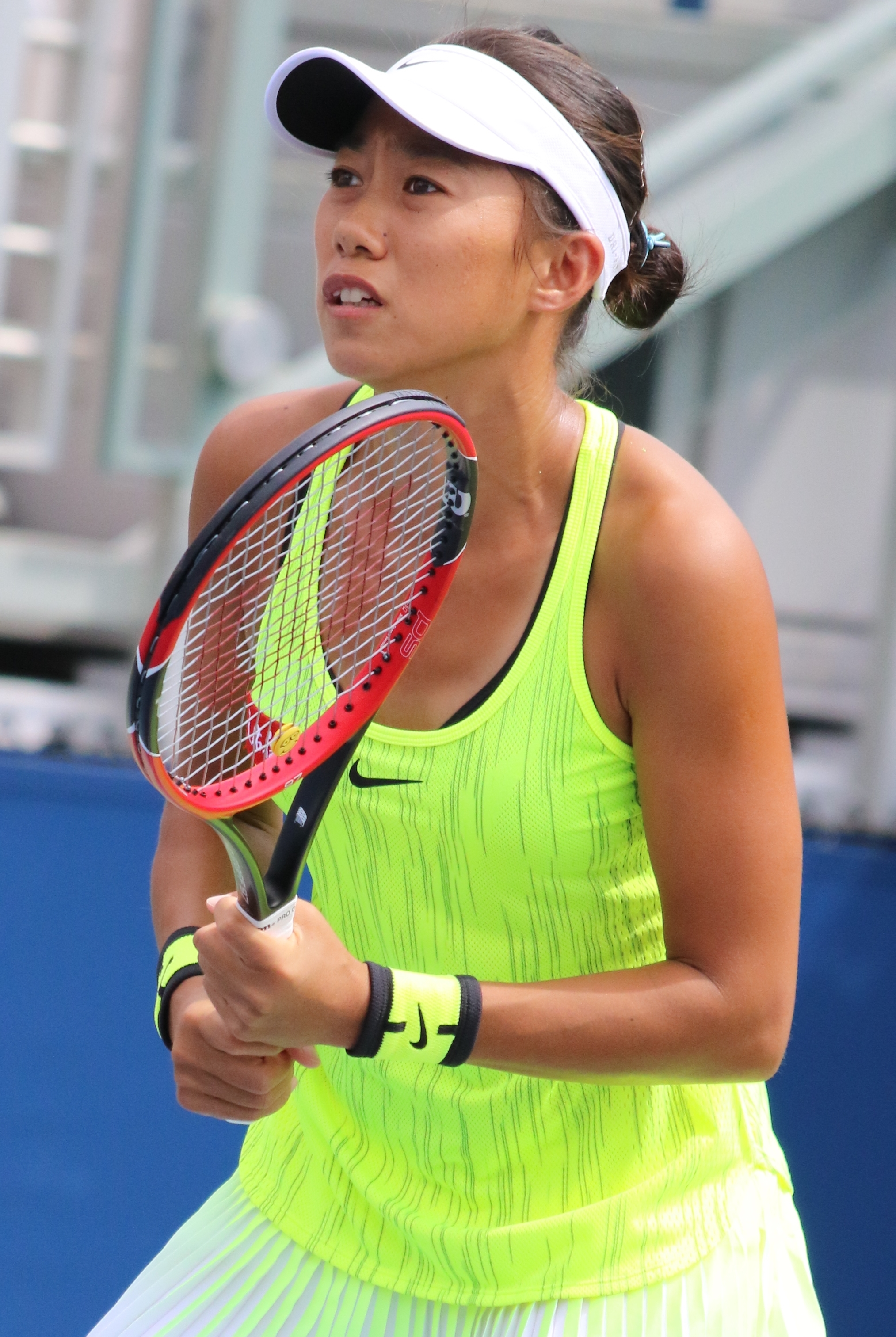
Чжан на Открытом чемпионате США 2016 года

В январе 2016 года Чжан Шуай приехала на Открытый чемпионат Австралии 133-й ракеткой мира и начала выступления с квалификации. Ей удалось пройти три раунда отбора и попасть в основную сетку турнира. Уже в первом раунде китаянка смогла сотворить сенсацию и выбила с турнира вторую ракетку мира Симону Халеп — 6-4, 6-3. Затем она уверенно прошла Ализе Корне и Варвару Лепченко, а в четвёртом раунде сразилась с № 15 посева Мэдисон Киз и победила 3-6, 6-3, 6-3. В первом индивидуальном четвертьфинале Большого шлема Чжан Шуай сыграла с Йоханной Конта и проиграла в двух сетах. Выступление в Мельбурне позволило подняться в рейтинге на 68-м мест и занять 65-ю строчку. В марте на Премьер-турнире высшей категории в Индиан-Уэлсе Чжан в матче второго раунда переиграла Каролину Возняцки и прошла в третий раунд. На Ролан Гаррос в этом году с шестой попытки она смогла преодолеть первый раунд и пройти во второй.
В августе 2016 года Чжан сыграла на Олимпийских играх, которые проходили в Рио-де-Жанейро. Впервые она участвовала в одиночном разряде и обыграла в первом раунде Тимею Бачински из Швейцарии, но во втором проиграла Лауре Зигемунд. В женском парном разряде с Пэн Шуай она также остановилась на стадии второго раунда. На Открытом чемпионате США Чжан смогла доиграть до третьего раунда. В сентябре на турнирах в Токио и Сеуле она смогла сыграть в полуфинале. На главном по статусу азиатском турнире в Пекине в октябре Чжан Шуай смогла выиграть три мачта подряд и выйти в четвертьфинал. Она в том числе переиграла в третьем раунде во второй раз в сезоне теннисистку из топ-10 Симону Халеп.
В концовке сезона 2016 года Чжан приняла участие во втором по значимости итоговом турнире — Трофей элиты WTA. Китаянка в своей группе смогла выиграть обе встречи и вышла в полуфинал, в котором уступила Петре Квитовой. После этого выступления она сыграла ещё на 100-тысячнике ITF в Токио и смогла стать его победительницей. Последнем в сезоне турниром для неё стал турнир младшей серии WTA 125 Гонолулу, (США), на котором Чжан смогла выйти в финал. Хорошие результаты осени позволили Чжан Шуай достичь самого высокого рейтинга в карьере. Она смогла подняться на 23-е место.
В феврале 2017 года на турнире в Дохе в матче второго раунда Чжан смогла обыграть № 7 в мире Гарбинью Мугурусу — 7-6(3), 3-6, 7-5. В четвертьфинале она довольно легко уступила Каролине Плишковой. На Открытом чемпионате Франции в этом году она впервые прошла в третий раунд. В июне Чжан Шуай впервые с 2014 года вышла в парный финал турнира WTA. Произошло это на траве в Бирмингеме в дуэте с Чжань Хаоцин. В июле Чжан смогла взять титул на 100-тысячнике ITF в Астане. Перед Открытым чемпионатом США она сыграла на турнире в Нью-Хейвене и вышла там в четвертьфинал.
На последнем в сезоне 2017 года Большом шлеме в Нью-Йорке она добралась до третьего раунда в одиночном разряде и до четвертьфинала в парном (совместно с Чжань Хаоцин). В сентябре Чжан выиграла второй одиночный титул WTA и вновь это случилось на турнире в Гуанчжоу, в финале которого она обыграла Александру Крунич — 6-2, 3-6, 6-2. В ноябре Чжан в партнёрстве с Лу Цзинцзин выступила на парном Трофее элиты WTA и они смогли добраться до финала. Сезон Чжан Шуай завершила двумя победами. На 100-тысячнике из цикла ITF в Токио она смогла выиграть титул третий год подряд. Затем китаянка стала чемпионкой на турнире младшей серии WTA 125 в Гонолулу. По итогам сезона она заняла 36-е место в одиночном и 64-е в парном рейтингах.
В феврале 2018 года на турнире в Будапеште, китайская теннисистка смогла дойти до четвертьфинала, в котором уступила бельгийской спортсменке Алисон ван Эйтванк. Затем до этой же стадии она доиграла на турнире в Акапулько. В апреле в парном разряде с соотечественницей Лян Чэнь она выиграла парный приз турнира в Стамбуле. На турнире в Праге Чжан доиграла до полуфинала в одиночном разряде. В июле она сыграла в 1/4 финала турнира в Наньчане. На Открытом чемпионате США она выступила в парном разряде со своей подругой Самантой Стосур и их команда смогла добраться до полуфинала. В миксте Чжан Шуай сыграла в паре с ещё одним представителем Австралии Джоном Пирсом и также остановилась в шаге от финала.
После выступления в Нью-Йорке Чжан отправилась на турнире в Хиросиме, на котором вышла в полуфинал в одиночках, а в парах завоевала главный приз (совместно с Эри Ходзуми). В октябре на главном по статусу азиатском турнире в Пекине Чжан смогла выйти в четвертьфинал, обыграв третью ракетку мира Анжелику Кербер (6-1, 2-6, 6-0). На турнире в Гонконге ей удалось пройти в полуфинал в одиночном разряде, а в парном в дуэте с Самантой Стосур стать победительницами. В концовке сезона Чжан выступила на младшем итоговом турнире — Трофей элиты WTA, но проиграв оба матча в своей группе выбыла с турнира. В одиночном и парном рейтингах по итогам сезона она вошла в топ-40.

### 2019—2021 (титулы Большого шлема в паре со Стосур)
Сотрудничество в парном разряде с Самантой Стосур принесло Чжан Шуай ощутимые результаты. На Открытом чемпионате Австралии 2019 года их пара стала победителями турнира. Для Чжан эта победа стала первой на Больших шлемах. Стосур и Чжан на пути к титулу смогли обыграть первых номеров посева в 1/4 финала Барбору Крейчикову и Катерину Синякову и вторых номеров посева Тимею Бабош и Кристину Младенович в финале. В одиночном разряде в Австралии Чжан Шуай смогла продвинуться в третий раунд.
| Стадия  | Соперницы (посев)                        | Рейтинг   | Счёт          |
| 1 раунд | Виктория Кужмова Магдалена Рыбарикова    | 121 / 170 | 7-6(3) 6-2    |
| 2 раунд | Се Шувэй Абигейл Спирс (8)               | 17 / 30   | 7-6(6) 6-2    |
| 3 раунд | Ализе Корне Петра Мартич                 | 152 / 260 | 7-5 6-3       |
| 1/4     | Барбора Крейчикова Катерина Синякова (1) | 2 / 1     | 7-6(2) 7-6(4) |
| 1/2     | Маркета Вондроушова Барбора Стрыцова     | 545 / 5   | 7-5 4-6 7-5   |
| Финал   | Тимея Бабош Кристина Младенович (2)      | 3 / 3     | 6-3 6-4       |

В марте 2019 года Стосур и Чжан смогли выйти в парный финал престижного турнира в Майами, но в борьбе за титул проиграли Элизе Мертенс и Арине Соболенко — 6-7(5), 2-6. В одиночном разряде Чжан отметилась в апреле выходом в финал турнира младшей серии WTA 125 в Аньнине (Китай). В мае китаянка поднялась в топ-10 парного рейтинга. На Открытом чемпионате Франции он проиграла во втором раунде в одиночках и дошла до четвертьфиналов в женских парах (со Стосур) и миксте (с Пирсом). Чжан Шуай хорошо провела Уимблдонский турнир в том сезоне. Она во второй раз в карьере смогла дойти до четвертьфинала в одиночном разряде на Больших шлемах. Китаянка обыграла на своём пути Каролин Гарсию, Янину Викмайер, Каролину Возняцки и Даяну Ястремскую. В борьбе за выход в полуфинал она не справилась с Симоной Халеп.
На Открытом чемпионате США 2019 года Чжан проиграла во третьем раунде британке Йоханне Конта в двух сетах. В осенней части сезона китаянка отметилась четвертфиналом в Гуанчжоу и традиционной победой на 100-тысячнике ITF в Токио (уже четвёртой подряд). В парном разряде она сыграла с Пэн Шуай в финале турнира в Наньчане. В паре со Стосур она сыграла на главном Итоговом турнире — Финал тура WTA. Дуэт Стосур и Чжан смог выйти из группы, выиграв два матча из трёх, но в полуфинале они проиграли паре Бабош Младенович на решающем тай-брейке. По итогам сезона Чжан сохранила место в топ-50 одиночного рейтинга и осталась в топ-10 парного.
В январе 2020 года на турнире в Хобарте Чжан Шуай вышла в финалы в одиночном разряде (проиграла в нём Елене Рыбакиной) и парном разряде (в команде с Пэн Шуай). На Открытом чемпионате Австралии в одиночках она прошла в стадию третьего раунда. В сентябре на турнире в Страсбурге Чжан вышла в четвертьфинал, а затем на Ролан Гаррос смогла пройти в четвёртый раунд.
В 2021 году Чжан выдала неудачную серию сначала сезона, проиграв семь первых матчей на турнирах подряд. Первого успеха в сезоне она добилась в июне на траве турнира в Ноттингеме. Китайская спортсменка смогла дойти до финала, в котором уступила Йоханне Конта — 2-6, 1-6. На Уимблдонском турнире она лучше всего выступила в миксте, где в паре с Пирсом доиграла до полуфинала. В июле Чжан прошла в полуфинал турнира в Палермо на грунте, а в начал августа в четвертьфинал в Сан-Хосе и Кливленде на харде. Главными достижениями этого отрезка стали для китаянки выступления в парном разряде совместно с Самантой Стосур. На турнире WTA 1000 в Цинциннати им удалось в борьбе дойти до финала, где, переиграв Габриэлу Дабровски и Луизу Стефани, они взяли титул. На Открытом чемпионате США Стосур и Чжан сыграли блестяще и на пути к финалу не проиграли ни одного сета. В решающем матче они в трёх сетах смогли одолеть более молодую пару из США Кори Гауфф и Кэти Макнейли. Для пары Стосур и Чжан этот титул стал вторым совместным на турнирах серии Большого шлема. Это десятый парный титул китаянки на турнирах в рамках WTA-тура.
| Стадия  | Соперницы (посев)                    | Рейтинг  | Счёт        |
| 1 раунд | Жасмин Паолини Джил Тайхман          | 132 / 87 | 6-4 6-0     |
| 2 раунд | Мию Като Сабрина Сантамария          | 79 / 62  | 6-2 6-4     |
| 3 раунд | Сюко Аояма Эна Сибахара (3)          | 9 / 9    | 7-5 7-5     |
| 1/4     | Кэролайн Доулхайд Сторм Сандерс (10) | 26 / 41  | 6-2 6-3     |
| 1/2     | Алекса Гуарачи Дезире Кравчик (7)    | 16 / 19  | 6-2 7-5     |
| Финал   | Кори Гауфф Кэти Макнейли (11)        | 38 / 34  | 6-3 3-6 6-3 |

В сентябре 2021 года Чжан сыграла на турнире в Остраве, (Чехия) в партнёрстве с Саней Мирза выиграла парный титул. После турнира она вернулась в парном рейтинге в топ-10 и в октябре поднялась на 8-е место.

### 2023 год
На Открытом чемпионате Австралии китайская теннисистка (№ 23 посева) дошла до четвёртого круга, где уступила 30-й сеянной на турнире Каролине Плишковой (0:6, 4:6).

## Итоговое место в рейтинге WTA по годам
| Год  | Одиночный рейтинг | Парный рейтинг |
| 2024 | 219               | 27             |
| 2023 | 208               | 34             |
| 2022 | 24                | 25             |
| 2021 | 63                | 8              |
| 2020 | 35                | 27             |
| 2019 | 46                | 10             |
| 2018 | 35                | 33             |
| 2017 | 36                | 64             |
| 2016 | 24                | 238            |
| 2015 | 186               | 447            |
| 2014 | 62                | 63             |
| 2013 | 51                | 57             |
| 2012 | 122               | 34             |
| 2011 | 126               | 49             |
| 2010 | 91                | 158            |
| 2009 | 153               | 270            |
| 2008 | 212               | 140            |
| 2007 | 155               | 246            |
| 2006 | 200               | 257            |
| 2005 | 648               | 555            |
| 2004 | 901               |                |

## Выступления на турнирах

### Финалы турнировWTAв одиночном разряде (6)

#### Победы (3)
| Легенда:                                   |
| ------------------------------------------ |
| Турниры Большого шлема (0+2)*              |
| Олимпиада (0)                              |
| Итоговый турнир WTA (0)                    |
| Premier Mandatory / WTA 1000 Mandatory (0) |
| Premier 5 / WTA 1000 (0+1)                 |
| Premier / WTA 500 (0+2)                    |
| International / WTA 250 (3+9)              |

| Титулы по покрытиям | Титулы по месту проведения матчей турнира |
| ------------------- | ----------------------------------------- |
| Хард (3+11)*        | Зал (1)                                   |
| Грунт (0+2)         | Зал (1)                                   |
| Трава (0+1)         | Открытый воздух (2+14)                    |
| Ковёр (0)           | Открытый воздух (2+14)                    |

* количество побед в одиночном разряде + количество побед в парном разряде.
| №  | Дата             | Турнир              | Покрытие   | Соперница в финале | Счёт        |
| 1. | 21 сентября 2013 | Гуанчжоу, Китай     | Хард       | Ваня Кинг          | 7-6(1) 6-1  |
| 2. | 23 сентября 2017 | Гуанчжоу, Китай (2) | Хард       | Александра Крунич  | 6-2 3-6 6-2 |
| 3. | 6 марта 2022     | Лион, Франция       | Хард (зал) | Даяна Ястремская   | 3-6 6-3 6-4 |

#### Поражения (3)
| №  | Дата           | Турнир                    | Покрытие | Соперница в финале  | Счёт        |
| 1. | 18 января 2020 | Хобарт, Австралия         | Хард     | Елена Рыбакина      | 6-7(7) 3-6  |
| 2. | 13 июня 2021   | Ноттингем, Великобритания | Трава    | Йоханна Конта       | 2-6 1-6     |
| 3. | 19 июня 2022   | Бирмингем, Великобритания | Трава    | Беатрис Хаддад Майя | 4-5 — отказ |

### Финалы турнировWTA 125иITFв одиночном разряде (36)

#### Победы (23)
| Легенда:                    |
| --------------------------- |
| WTA 125 (2+2)*              |
| 100.000 USD (5)             |
| 80.000 (75.000)** USD (1+2) |
| 60.000 (50.000)** USD (2+1) |
| 25.000 USD (10+5)           |
| 15.000 (10.000)** USD (3)   |

** призовой фонд до 2017 года
| Титулы по покрытиям | Титулы по месту проведения матчей турнира |
| ------------------- | ----------------------------------------- |
| Хард (21+7)*        | Зал (1+1)                                 |
| Грунт (1+1)         | Зал (1+1)                                 |
| Трава (0+1)         | Открытый воздух (22+9)                    |
| Ковёр (1+1)         | Открытый воздух (22+9)                    |

* количество побед в одиночном разряде + количество побед в парном разряде.
| №   | Дата            | Турнир              | Покрытие   | Соперница в финале | Счёт           |
| 1.  | 19 февраля 2006 | Шэньчжэнь, Китай    | Хард       | Цзи Чуньмэй        | 6-1 2-6 6-1    |
| 2.  | 26 февраля 2006 | Шэньчжэнь, Китай    | Хард       | Чэнь Яньчун        | 6-4 6-2        |
| 3.  | 4 июня 2006     | Тяньцзинь, Китай    | Хард       | Се Яньцзэ          | 6-2 3-6 6-0    |
| 4.  | 27 августа 2006 | Нанкин, Китай       | Хард       | Се Яньцзэ          | 6-3 1-6 6-4    |
| 5.  | 6 мая 2007      | Чэнду, Китай        | Хард       | Жэнь Цзин          | 6-2 6-7(5) 6-0 |
| 6.  | 13 мая 2007     | Чэнду, Китай        | Хард       | Сюй Ифань          | 6-2 6-3        |
| 7.  | 10 июня 2007    | Чанша, Китай        | Хард       | Регина Куликова    | 6-3 6-4        |
| 8.  | 17 июня 2007    | Гуанчжоу, Китай     | Хард       | Регина Куликова    | 6-3 6-3        |
| 9.  | 8 июля 2007     | Нагоя, Япония       | Хард       | Регина Куликова    | 6-3 6-1        |
| 10. | 8 марта 2009    | Лион, Франция       | Хард (зал) | Клер Фёэрстен      | 1-6 6-1 6-3    |
| 11. | 24 мая 2009     | Нагано, Япония      | Ковёр      | Никола Хофманова   | 5-7 6-2 6-3    |
| 12. | 5 июля 2009     | Сямынь, Китай       | Хард       | Дуань Инъин        | 6-2 6-1        |
| 13. | 7 марта 2010    | Хэммонд, США        | Хард       | Джейми Хэмптон     | 6-2 6-1        |
| 14. | 6 июня 2010     | Марибор, Словения   | Грунт      | Лаура Поус Тио     | 6-3 3-6 6-3    |
| 15. | 14 июля 2013    | Пекин, Китай        | Хард       | Чжоу Имяо          | 6-2 6-1        |
| 16. | 3 ноября 2013   | Нанкин, Китай       | Хард       | Аюми Морита        | 6-4 — отказ    |
| 17. | 22 ноября 2015  | Токио, Япония       | Хард       | Нао Хибино         | 6-4 6-1        |
| 18. | 28 февраля 2016 | Ранчо-Санта-Фе, США | Хард       | Ваня Кинг          | 1-6 7-5 6-4    |
| 19. | 13 ноября 2016  | Токио, Япония       | Хард       | Далма Галфи        | 4-6 7-6(2) 6-2 |
| 20. | 23 июля 2017    | Астана, Казахстан   | Хард       | Исалин Бонавентюре | 6-3 6-4        |
| 21. | 12 ноября 2017  | Токио, Япония       | Хард       | Михаэла Бузарнеску | 6-4 6-0        |
| 22. | 26 ноября 2017  | Гонолулу, США       | Хард       | Чан Су Джон        | 0-6 6-2 6-3    |
| 23. | 17 ноября 2019  | Токио, Япония       | Хард       | Жасмин Паолини     | 6-3 7-5        |

#### Поражения (13)
| №   | Дата             | Турнир               | Покрытие   | Соперница в финале | Счёт           |
| 1.  | 25 июня 2006     | Чханвон, Южная Корея | Хард       | Чэнь Яньчун        | 3-6 3-6        |
| 2.  | 23 июля 2006     | Чунцин, Китай        | Хард       | Елена Чалова       | 4-6 6-4 2-6    |
| 3.  | 1 июля 2007      | Ното, Япония         | Ковёр      | Регина Куликова    | 5-7 1-6        |
| 4.  | 15 июля 2007     | Миядзаки, Япония     | Ковёр      | Дзюнри Намигата    | 4-6 2-6        |
| 5.  | 14 марта 2010    | Клирвотер, США       | Хард       | Юханна Ларссон     | 6-7(4) 0-6     |
| 6.  | 16 мая 2010      | Сен-Годенс, Франция  | Грунт      | Кайя Канепи        | 2-6 5-7        |
| 7.  | 8 августа 2010   | Пекин, Китай         | Хард       | Дзюнри Намигата    | 6-7(3) 3-6     |
| 8.  | 15 сентября 2012 | Нинбо, Китай         | Хард       | Се Шувэй           | 2-6 2-6        |
| 9.  | 21 апреля 2013   | Дотан, США           | Грунт      | Айла Томлянович    | 6-2 4-6 3-6    |
| 10. | 27 сентября 2013 | Нинбо, Китай         | Хард       | Бояна Йовановски   | 7-6(7) 4-6 1-6 |
| 11. | 27 ноября 2016   | Гонолулу, США        | Хард       | Кэтрин Беллис      | 4-6 2-6        |
| 12. | 28 апреля 2019   | Аньнин, Китай        | Грунт      | Чжэн Сайсай        | 4-6 1-6        |
| 13. | 12 декабря 2021  | Анже, Франция        | Хард (зал) | Виталия Дьяченко   | 0-6 4-6        |

### Финалы турниров Большого шлема в парном разряде (4)

#### Победы (2)
| №  | Дата | Турнир                       | Покрытие | Партнёрша      | Соперницы в финале              | Счёт        |
| 1. | 2019 | Открытый чемпионат Австралии | Хард     | Саманта Стосур | Тимея Бабош Кристина Младенович | 6-3 6-4     |
| 2. | 2021 | Открытый чемпионат США       | Хард     | Саманта Стосур | Кори Гауфф Кэти Макнейли        | 6-3 3-6 6-3 |

#### Поражения (2)
| №  | Год  | Турнир                 | Покрытие | Партнёрша           | Соперницы в финале                   | Счёт    |
| 1. | 2022 | Уимблдон               | Трава    | Элизе Мертенс       | Барбора Крейчикова Катерина Синякова | 2-6 4-6 |
| 2. | 2024 | Открытый чемпионат США | Хард     | Кристина Младенович | Людмила Киченок Елена Остапенко      | 4-6 3-6 |

### Финалы Итоговых турнировWTAв парном разряде (1)

#### Поражение (1)
| №  | Дата | Турнир           | Покрытие   | Партнёрша   | Соперницы в финале       | Счёт    |
| 1. | 2017 | Трофей элиты WTA | Хард (зал) | Лу Цзинцзин | Дуань Инъин Хань Синьюнь | 2-6 1-6 |

### Финалы турнировWTAв парном разряде (33)

#### Победы (14)
| №   | Дата             | Турнир                       | Покрытие   | Партнёрша           | Соперницы в финале                  | Счёт              |
| 1.  | 26 октября 2011  | Осака, Япония                | Хард       | Кимико Датэ-Крумм   | Ваня Кинг Ярослава Шведова          | 7-5 3-6 [11-9]    |
| 2.  | 5 мая 2012       | Оэйраш, Португалия           | Грунт      | Чжуан Цзяжун        | Галина Воскобоева Ярослава Шведова  | 4-6 6-1 [11-9]    |
| 3.  | 22 сентября 2012 | Гуанчжоу, Китай              | Хард       | Тамарин Танасугарн  | Ярмила Гайдошова Моника Никулеску   | 2-6 6-2 [10-8]    |
| 4.  | 2 февраля 2014   | Паттайя, Таиланд             | Хард       | Пэн Шуай            | Алла Кудрявцева Анастасия Родионова | 3-6 7-6(5) [10-6] |
| 5.  | 29 апреля 2018   | Стамбул, Турция              | Грунт      | Лян Чэнь            | Ксения Кнолль Анна Смит             | 6-4 6-4           |
| 6.  | 16 сентября 2018 | Хиросима, Япония (2)         | Хард       | Эри Ходзуми         | Мию Като Макото Ниномия             | 6-2 6-4           |
| 7.  | 14 октября 2018  | Гонконг                      | Хард       | Саманта Стосур      | Сюко Аояма Лидия Морозова           | 6-4 6-4           |
| 8.  | 25 января 2019   | Открытый чемпионат Австралии | Хард       | Саманта Стосур      | Тимея Бабош Кристина Младенович     | 6-3 6-4           |
| 9.  | 21 августа 2021  | Цинциннати, США              | Хард       | Саманта Стосур      | Габриэла Дабровски Луиза Стефани    | 7-5 6-3           |
| 10. | 12 сентября 2021 | Открытый чемпионат США       | Хард       | Саманта Стосур      | Кори Гауфф Кэти Макнейли            | 6-3 3-6 6-3       |
| 11. | 26 сентября 2021 | Острава, Чехия               | Хард (зал) | Саня Мирза          | Кейтлин Кристиан Эрин Рутлифф       | 6-3 6-2           |
| 12. | 12 июня 2022     | Ноттингем, Великобритания    | Трава      | Беатрис Хаддад Майя | Кэролайн Доулхайд Моника Никулеску  | 7-6(2) 6-3        |
| 13. | 12 февраля 2023  | Абу-Даби, ОАЭ                | Хард       | Луиза Стефани       | Сюко Аояма Чжань Хаоцин             | 3-6 6-2 [10-8]    |
| 14. | 27 октября 2024  | Гуанчжоу, Китай (2)          | Хард       | Катерина Синякова   | Катажина Питер Фанни Штоллар        | 6-4 6-1           |

#### Поражения (19)
| №   | Дата             | Турнир                        | Покрытие    | Партнёрша              | Соперницы в финале                        | Счёт                  |
| 1.  | 26 февраля 2012  | Монтеррей, Мексика            | Хард        | Кимико Датэ-Крумм      | Роберта Винчи Сара Эррани                 | 2-6 6-7(6)            |
| 2.  | 3 марта 2013     | Куала-Лумпур, Малайзия        | Хард        | Жанетта Гусарова       | Сюко Аояма Чжан Кайчжэнь                  | 7-6(4) 6-7(4) [12-14] |
| 3.  | 13 октября 2013  | Осака, Япония                 | Хард        | Саманта Стосур         | Кристина Младенович Флавия Пеннетта       | 4-6 3-6               |
| 4.  | 11 января 2014   | Хобарт, Австралия             | Хард        | Лиза Реймонд           | Клара Закопалова Моника Никулеску         | 2-6 7-6(5) [8-10]     |
| 5.  | 25 июня 2017     | Бирмингем, Великобритания     | Трава       | Чжань Хаоцин           | Эшли Барти Кейси Деллакква                | 1-6 6-2 [8-10]        |
| 6.  | 5 ноября 2017    | Трофей элиты WTA              | Хард (зал)  | Лу Цзинцзин            | Дуань Инъин Хань Синьюнь                  | 2-6 1-6               |
| 7.  | 31 марта 2019    | Майами, США                   | Хард        | Саманта Стосур         | Элизе Мертенс Арина Соболенко             | 6-7(5) 2-6            |
| 8.  | 15 сентября 2019 | Наньчан, Китай                | Хард        | Пэн Шуай               | Ван Синьюй Чжу Линь                       | 2-6 6-7(5)            |
| 9.  | 18 января 2020   | Хобарт, Австралия (2)         | Хард        | Пэн Шуай               | Надежда Киченок Саня Мирза                | 4-6 4-6               |
| 10. | 30 октября 2021  | Курмайёр, Италия              | Хард (зал)  | Эри Ходзуми            | Ван Синьюй Чжэн Сайсай                    | 4-6 6-3 [5-10]        |
| 11. | 24 апреля 2022   | Штутгарт, Германия            | Грунт (зал) | Кори Гауфф             | Дезире Кравчик Деми Схюрс                 | 3-6 4-6               |
| 12. | 19 июня 2022     | Бирмингем, Великобритания (2) | Трава       | Элизе Мертенс          | Людмила Киченок Елена Остапенко           | Без игры              |
| 13. | 10 июля 2022     | Уимблдон                      | Трава       | Элизе Мертенс          | Барбора Крейчикова Катерина Синякова      | 2-6 4-6               |
| 14. | 23 июня 2024     | Бирмингем, Великобритания (3) | Трава       | Мию Като               | Элизе Мертенс Се Шувэй                    | 1-6 3-6               |
| 15. | 6 сентября 2024  | Открытый чемпионат США        | Хард        | Кристина Младенович    | Людмила Киченок Елена Остапенко           | 4-6 3-6               |
| 16. | 22 сентября 2024 | Сеул, Южная Корея             | Хард        | Мию Като               | Николь Мелихар-Мартинес Людмила Самсонова | 1-6 0-6               |
| 17. | 8 февраля 2025   | Абу-Даби, ОАЭ                 | Хард        | Кристина Младенович    | Елена Остапенко Эллен Перес               | 2-6 1-6               |
| 18. | 2 марта 2025     | Остин, США                    | Хард        | Маккартни Кесслер      | Анна Блинкова Юань Юэ                     | 6-3 1-6 [4-10]        |
| 19. | 20 апреля 2025   | Штутгарт, Германия (2)        | Грунт (зал) | Екатерина Александрова | Габриэла Дабровски Эрин Рутлифф           | 3-6 3-6               |

### Финалы турнировWTA 125иITFв парном разряде (16)

#### Победы (10)
| №   | Дата             | Турнир                    | Покрытие   | Партнёрша         | Соперницы в финале                    | Счёт           |
| 1.  | 23 июля 2006     | Чунцин, Китай             | Хард       | Жэнь Цзин         | Сунь Шэннань Цзи Чуньмэй              | 6-4 6-3        |
| 2.  | 30 июля 2006     | Чэнду, Китай              | Хард       | Жэнь Цзин         | Сюй Ифань Ся Хуань                    | 6-4 6-2        |
| 3.  | 14 июля 2007     | Миядзаки, Япония          | Ковёр      | Чжао Ицзин        | Аяка Маэкава Нацуми Хамамура          | 6-4 6-4        |
| 4.  | 21 марта 2009    | Тенерифе, Испания         | Хард       | Сунь Шэннань      | Паула Фондевила Кастро Лора Торп      | 6-1 6-2        |
| 5.  | 7 июня 2009      | Коморо, Япония            | Грунт      | Сюй Ифань         | Варатчая Вонгтинчай Аюми Ока          | 6-2 6-1        |
| 6.  | 8 августа 2010   | Пекин, Китай              | Хард       | Сунь Шэннань      | Лю Ваньтин Цзи Чуньмэй                | 4-6 6-2 [10-5] |
| 7.  | 5 июня 2011      | Ноттингем, Великобритания | Трава      | Кимико Датэ-Крумм | Ракель Копс-Джонс Абигейл Спирс       | 6-4 7-6(7)     |
| 8.  | 6 ноября 2011    | Грейпвайн, США            | Хард       | Джейми Хэмптон    | Линдсей Ли-Уотерс Меган Мултон-Леви   | 6-4 6-0        |
| 9.  | 27 сентября 2013 | Нинбо, Китай              | Хард       | Чжань Юнжань      | Ирина Бурячок Оксана Калашникова      | 6-2 6-1        |
| 10. | 11 декабря 2022  | Анже, Франция             | Хард (зал) | Алисия Паркс      | Маркета Вондроушова Мириам Колодзиёва | 6-2 6-2        |

#### Поражения (6)
| №  | Дата            | Турнир                 | Покрытие   | Партнёрша         | Соперницы в финале                 | Счёт               |
| 1. | 11 ноября 2007  | Тайцзоу, Китай         | Хард       | Хуан Лэй          | Сунь Шэннань Цзи Чуньмэй           | 6-7(5) 6-1 [11-13] |
| 2. | 14 февраля 2009 | Цзянмынь, Китай        | Хард       | Се Яньцзэ         | Гао Шаоюань Цзе Хао                | 0-6 5-7            |
| 3. | 8 марта 2009    | Лион, Франция          | Хард (зал) | Пемра Озген       | Лу Цзинцзин Сунь Шэннань           | 4-6 5-7            |
| 4. | 7 января 2012   | Цюаньчжоу, Китай       | Хард       | Кимико Датэ-Крумм | Рика Фудзивара Чжань Хаоцин        | 6-4 4-6 [7-10]     |
| 5. | 3 ноября 2013   | Нанкин, Китай          | Хард       | Ярослава Шведова  | Мисаки Дои Сюй Ифань               | 1-6 4-6            |
| 6. | 14 июля 2024    | Контрексевиль, Франция | Грунт      | У Фансянь         | Оксана Калашникова Ирина Шиманович | 7-5 3-6 [7-10]     |

## История выступлений на турнирах
По состоянию на 1 апреля 2024 года
Для того, чтобы предотвратить неразбериху и удваивание счета, информация в этой таблице корректируется только по окончании турнира или по окончании участия там данного игрока.
| Турнир                       | 2010          | 2011          | 2012          | 2013          | 2014          | 2015          | 2016  | 2017          | 2018          | 2019          | 2020          | 2021          | 2022          | 2023          | Итог   | В/П за карьеру |
| ---------------------------- | ------------- | ------------- | ------------- | ------------- | ------------- | ------------- | ----- | ------------- | ------------- | ------------- | ------------- | ------------- | ------------- | ------------- | ------ | -------------- |
| Турниры Большого шлема       |               |               |               |               |               |               |       |               |               |               |               |               |               |               |        |                |
| Открытый чемпионат Австралии | -             | 2Р            | 1Р            | -             | 1Р            | 1Р            | -     | 2Р            | -             | П             | 1Р            | 1Р            | 2Р            | 2Р            | 1 / 10 | 10-9           |
| Открытый чемпионат Франции   | -             | 2Р            | 3Р            | 3Р            | 1Р            | -             | 1Р    | 1Р            | 1Р            | 1/4           | 3Р            | 2Р            | 3Р            | 2Р            | 0 / 12 | 13-12          |
| Уимблдонский турнир          | 2Р            | 3Р            | 1Р            | 2Р            | 1Р            | -             | 2Р    | 1Р            | 1Р            | 2Р            | НП            | 1Р            | Ф             | 1/2           | 0 / 12 | 15-12          |
| Открытый чемпионат США       | -             | 2Р            | 1/4           | 1Р            | -             | -             | 2Р    | 1/4           | 1/2           | 1Р            | 1Р            | П             | 3Р            | -             | 1 / 10 | 20-9           |
| Итог                         | 0 / 1         | 0 / 4         | 0 / 4         | 0 / 3         | 0 / 3         | 0 / 1         | 0 / 3 | 0 / 4         | 0 / 3         | 1 / 4         | 0 / 3         | 1 / 4         | 0 / 4         | 0 / 3         | 2 / 44 |                |
| В/П в сезоне                 | 1-1           | 5-4           | 5-4           | 2-3           | 0-3           | 0-1           | 2-3   | 4-4           | 4-3           | 10-3          | 2-3           | 7-3           | 10-4          | 6-3           |        | 58-42          |
| Олимпийские игры             |               |               |               |               |               |               |       |               |               |               |               |               |               |               |        |                |
| Летняя олимпиада             | Не проводился | Не проводился | 2Р            | Не проводился | Не проводился | Не проводился | 2Р    | Не проводился | Не проводился | Не проводился | Не проводился | -             | Не проводился | Не проводился | 0 / 2  | 2-2            |
| Итоговые турниры             |               |               |               |               |               |               |       |               |               |               |               |               |               |               |        |                |
| Итоговый турнир WTA          | -             | -             | -             | -             | -             | -             | -     | -             | -             | 1/2           | НП            | Группа        | -             | -             | 0 / 2  | 3-4            |
| Трофей элиты                 | Не проводился | Не проводился | Не проводился | Не проводился | Не проводился | -             | -     | Ф             | -             | -             | Не проводился | Не проводился | Не проводился | -             | 0 / 1  | 2-1            |